# Will Sampson
Will Sampson (ur. 27 września 1933, zm. 3 czerwca 1987) – amerykański Indianin z plemienia Krików Muskogee, artysta, aktor filmowy i teatralny, odtwórca wielu charakterystycznych ról Indian (w tym Wodza Bromdena z filmu Miloša Formana Lot nad kukułczym gniazdem), założyciel pierwszej zawodowej organizacji tubylczych aktorów i pracowników filmu w Hollywood.

## Życiorys
Pochodził z plemienia Krików Muscogee (ang. Muscogee Creek). Urodził się w Okmulgee w stanie Oklahoma w czasach biedy tubylczych mieszkańców dawnego Terytorium Indiańskiego i powszechnego kryzysu gospodarczego. Jako nastolatek zaczął z jednej strony z powodzeniem (dzięki świetnym warunkom fizycznym i wysokiemu wzrostowi) uczestniczyć w rodeo, a z drugiej – doskonalić swój talent malarza i rysownika. W połowie lat 50. wstąpił do marines. Niespokojny duchem, w kolejnych latach imał się rozmaitych zajęć, w tym na polach naftowych i budowach, by utrzymać liczną rodzinę (w 1976 roku miał już sześcioro dzieci z kilkoma żonami). W 1975 roku przyjaciel namówił go do ubiegania się o rolę Wodza Bromdena w nowym filmie z Jackiem Nicholsonem (zgłosiłem się, bo potrzebowali dużego i brzydkiego Indianina – wspominał później), a po sukcesie filmu rozpoczął karierę aktorską.
Grał liczne pierwszo- i drugoplanowe role w wielu hollywoodzkich filmach, zabiegając o realizm i odejście od utartych w amerykańskim kinie stereotypów na temat północnoamerykańskich Indian w czasach, gdy normą było, że role Indian powierzane były białym aktorom, a reżyserzy nie przywiązywali większej wagi do wiernego odzwierciedlania realiów kulturowych i historycznych z życia tubylczych Amerykanów. Z tych samych względów w 1983 roku założył „American Indian Registry for the Performing Arts” – pierwszą zawodową organizację skupiającą indiańskich aktorów i pracowników technicznych, pomagającą im znaleźć pracę, występującą w obronie ich praw i zabiegającą o większą autentyczność wizerunku tubylczych Amerykanów w amerykańskim kinie. Z podobnych powodów wszedł też do zarządu Instytutu Filmowego Indian Amerykańskich (ang. American Indian Film Institute).
Na temat współczesnej sytuacji amerykańskich Indian i ich problemów w życiu i filmie oraz o uprzedzeniach rasowych, z którymi nierzadko spotykał się osobiście, Will Sampson opowiadał często podczas spotkań w szkołach, domach kultury, rezerwatach Indian i więzieniach. Sam mający problemy z ukończeniem szkoły i alkoholem, część dochodów za swoje role filmowe przeznaczył na kalifornijski projekt Red Wind, pomagający Indianom borykającym się z uzależnieniem od alkoholu i narkotyków. Ponieważ uważał się przede wszystkim za Muscogee i artystę, a dopiero potem za aktora, chętnie malował i uczestniczył w wystawach swoich prac, organizowanych w prestiżowych galeriach i muzeach USA.
Zmarł na niewydolność nerek po transplantacji serca i wątroby w szpitalu w Houston w stanie Teksas. Pochowano go na cmentarzu Grave Creek Indian Cemetery w sercu krainy Muscogee w Oklahomie. Jego syn Robert został zamordowany w 2013, jego drugi syn Tim Sampson, który także był aktorem, zmarł w 2019.

## Słynne cytaty
- Hollywoodzcy scenarzyści i reżyserzy wciąż traktują ich (Indian) jak bydło. Jakoś ciągle nie potrafią oddać prawdy o Indianach.
- Filmy dają mi dużo czasu na malowanie. Ale przede wszystkim jestem Muscogee.

## Filmografia
- One Flew Over the Cuckoo’s Nest (Lot nad kukułczym gniazdem) (1975)
- Crazy Mama (1975)
- Buffalo Bill and the Indian or Sitting Bull’s History Lesson (Buffalo Bill i Indianie) (1976)
- The Outlaw Josey Wales (Josie Wales banita, Wyjęty spod prawa Josey Wales) (1976)
- The White Buffalo (Biały bizon) (1977)
- Orca (Orka. Wieloryb zabójca) (1977)
- Cowboysan (1977)
- Hunt to Kill (The Hunted Lady) (1977)
- Relentless (1977)
- Alcatraz: The Whole Shocking Story (1978)
- Standing Tall (Legenda zachodzącego słońca) (1978)
- Vega$ (1978-1981)
- Fish Hawk (1980) [nominacja do Gene Award]
- From Here to Eternity (Stąd do wieczności) (1980)
- Born to the Wind (1982)
- The Yellow Rose (1983-1984)
- The Mystic Warrior (1984)
- Wildside (1985)
- Poltergeist II – The Other Side (Duch II – druga strona) (1986)
- Insignificance (Z przymrużeniem oka) (1986)
- Roanoak (1986)
- Firewalker (Słoneczny wojownik) (1986)